# Abdelkader Horr
Abdelkader Horr (Argel, Argelia francesa, 10 de noviembre de 1953) es un exfutbolista de Argelia que jugaba en la posición de defensa.

## Carrera

### Club
Jugó toda su carrera con el DNC Alger de 1973 a 1983, donde anotó 12 goles en 230 partidos y ganó la Copa de Argelia en 1982.

### Selección nacional
Jugó para Argelia en 37 ocasiones de 1978 a 1982 y anotó dos goles; participó en la Copa Mundial de Fútbol de 1982, los Juegos Olímpicos de Moscú 1980, dos ediciones de la Copa Africana de Naciones, los Juegos Panafricanos de 1978 y los Juegos Mediterráneos de 1979.

## Logros

### Club
- Copa de Argelia (1): 1982

### Selección nacional
- Juegos Panafricanos (1): 1978